# About Last Night
About Last Night…  (¿Te acuerdas de anoche? en Hispanoamérica y ¿Qué pasó anoche? en España), es una película del género comedia romántica estrenada en 1986. Fue dirigida por Edward Zwick y protagonizada por Rob Lowe, Demi Moore y James Belushi; basada en la producción de 1974, Sexual Perversity in Chicago, de David Mamet.

## Argumento
Danny y Bernard son dos hombres solteros que radican en Chicago. Cuando Danny conoce a Debbie en un bar llamado Mother's, inician una relación. La vida de Danny da un giro radical y tiene problemas para asimilar su vida en pareja. Debbie logra comprender sus fobias con ayuda de su amiga Joan. La película sigue la relación desde que inicia hasta su fin.

## Reparto
| Actor             | Personaje     |
| ----------------- | ------------- |
| Rob Lowe          | Danny         |
| Demi Moore        | Debbie        |
| James Belushi     | Bernie        |
| Elizabeth Perkins | Joan          |
| George DiCenzo    | Sr. Favio     |
| Robin Thomas      | Steve Carlson |
| Megan Mullally    | Pat           |
| Rosanna DeSoto    | Sra. Lyons    |
| Tim Kazurinsky    | Colin         |
| Kevin Bourland    | Ira           |
| Catherine Keener  | Mesera        |

## Banda sonora
| Pista | Título                                | Intérprete        |
| ----- | ------------------------------------- | ----------------- |
| 1     | "So Far, So Good"                     | Sheena Easton     |
| 2     | "(She's the) Shape of Things to Come" | John Oates        |
| 3     | "Natural Love"                        | Sheena Easton     |
| 4     | "Words into Action"                   | Jermaine Jackson  |
| 5     | "Step by Step"                        | J.D. Souther      |
| 6     | "Living Inside My Heart"              | Bob Seger         |
| 7     | "Trials of the Heart"                 | Nancy Shanks      |
| 8     | "til You Love Somebody"               | Michael Henderson |
| 9     | "If We Can Get Through the Night"     | Paul Davis        |
| 10    | "True Love"                           | Del Lords         |
| 11    | "If Anybody Had a Heart"              | John Waite        |